# De Mokker
De Mokker (ook: Mokker) is een gehucht in de Belgische gemeente Koekelare. Hoewel de kern afgezonderd ligt van de dorpskern van Koekelare, is De Mokker geen deelgemeente. De Mokker ligt op de weg van Koekelare naar de Diksmuidse deelgemeente Leke.
De Mokker is een parochie sinds 1925. Het gehucht heeft een modern kerkje uit 1932, grotendeels opgetrokken in baksteen. Het is een driebeukige kerk onder drie zadeldaken. De kerk heeft echter geen toren. De doopkapel en het hoofdportaal zijn uit 1970. De patroonheilige van de kerk en de parochie is de Heilige Pastoor van Ars, Johannes Maria Vianney.

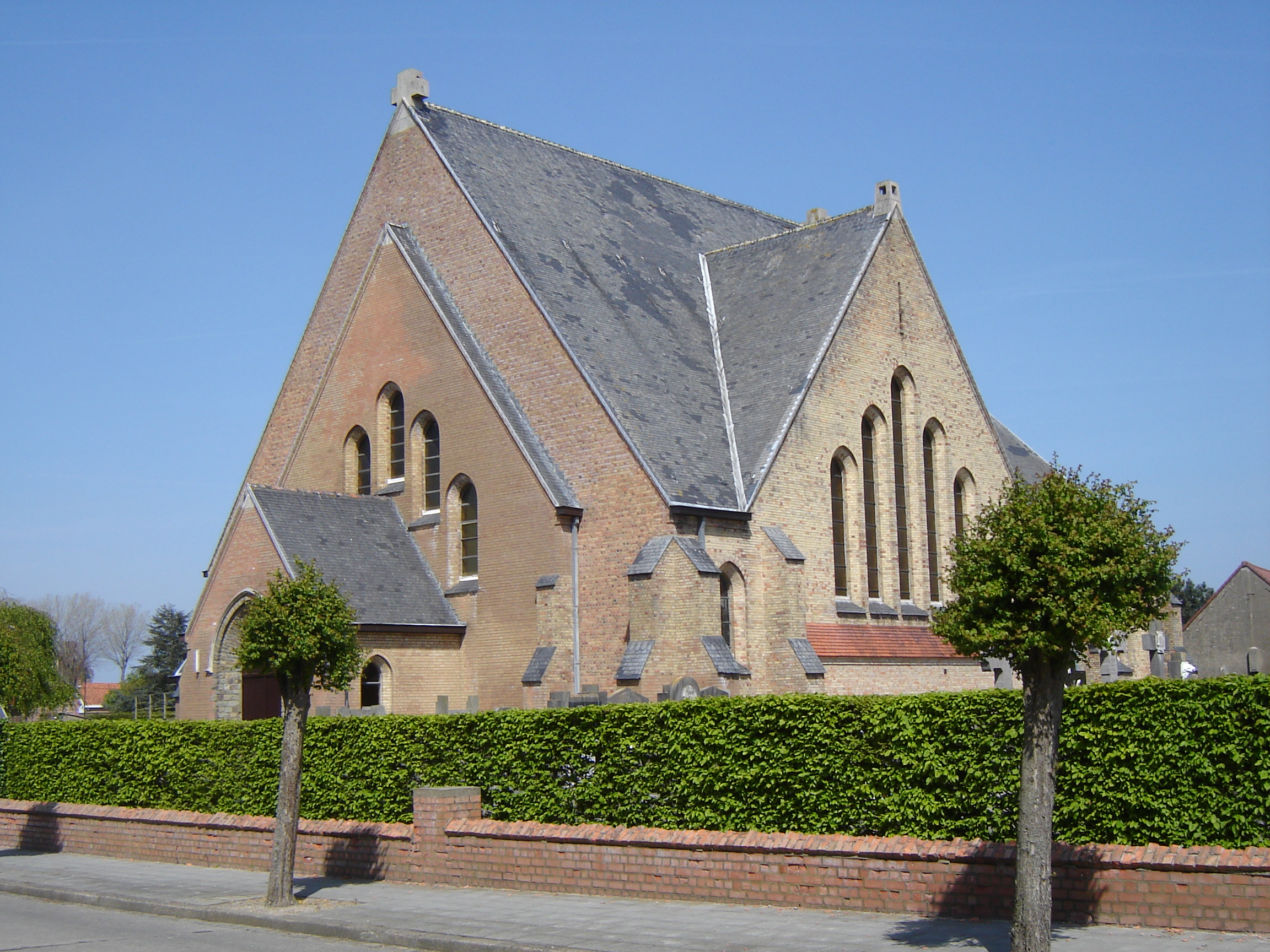
Kerk van de Heilige Pastoor van Ars

## Etymologie
De Mokker werd voor het eerst als zodanig genoemd in 1808. Het was de naam van een herberg die op het betreffende wegenknooppunt bestond en "De Mokker" heette. Het is een verbastering van het Franse "le Moqueur", dat spotter of spotvogel betekent.

## Geschiedenis
De Mokker ontstond op een knooppunt van wegen. In 1808 werd gewag gemaakt van een herberg aan dit knooppunt. Alle gronden in de omgeving waren oorspronkelijk eigendom van de Hertog van Arenberg. De bouw van hutjes door arme mensen met behulp van hout uit de nabijgelegen bossen werd door de burgemeester (van Koekelare) en rentmeester Mergaert toegelaten en zo ontstond een betrekkelijk arme nederzetting, In 1858 waren er al 254 inwoners. In 1914 waren het er al 800. In 1870 vestigden zich de Zusters van Vincentius a Paulo uit Koekelare, welke er een meisjesschool oprichtten. In 1874 werd de eerste kermis georganiseerd en in 1876 werd een kapel ingewijd, ter ere van Onze-Lieve-Vrouw van Lourdes. In 1889 werd De Mokker door een verharde weg met Koekelare verbonden.
Er was behoefte aan een parochiekerk (de gelovigen moesten immers naar Leke of Koekelare ter kerke), maar de plannen werden vertraagd door de Eerste Wereldoorlog. In 1920 kwam er een noodkerk en in 1925 werd een parochie opgericht, gewijd aan de Pastoor van Ars. Er werd een jongensschool gebouwd in 1926, en een huishoudschool (1924). Omstreeks 1930 werd een stratenplan uitgevoerd zodat een echt dorp ontstond. In 1932 werd een definitieve kerk ingewijd.

## Bezienswaardigheden
- Heilige Pastoor van Arskerk, van 1932.
- Ommegang van 1952, bij de kerk.

## Natuur en landschap
De Mokker ligt in Zandlemig Vlaanderen op een hoogte van ongeveer 10 meter. Ten zuiden van De Mokker vindt men enkele bossen, zoals Praatbos, Welfvenestbos en Koekelarebos.

## Nabijgelegen kernen
Koekelare, Zande, Leke, Bovekerke